# Kajak kanu klub Varteks
Kajak kanu klub Varteks je kajakaški i kanuistički klub iz Varaždina. Sjedište je u Međimurskoj 35, Varaždin.

## Povijest
Godina 1953. su Josip Uroić, Berislav Chytil i Zvonimir Gabud sami izradili sklopive kajake, za plovidbu na Dravi i ovo se uzima za prethodnicom osnivanja kluba. Klub je osnovan 1954. godine. Veljače 1954. održana je osnivačka skupština na kojoj je osnovan Kajak klub Tekstila pri RŠK Tekstilac koje djelovalo kod Varaždinske tekstilne industrije Varteksa. Osnivači su bili Josip Uroić, Berislav Chytil i Zvonimir Gabud, Mario Morandini, profesor Stjepan Vuković, Dragutin Šarman, Antun Ramuščak i Vlado Horvat.
Dao je nekoliko hrvatskih reprezentativaca, među kojima su Katja Bengeri, Maja Štimac, Roko Bengeri i Nikola Novosel.

## Vanjske poveznice
- Kajak kanu klub Varteks  Arhivirana inačica izvorne stranice od 3. listopada 2019. (Wayback Machine)